# Sunkahetanka
A Sunkahetanka a kutyafélék egy fosszilis neme, amely Észak-Amerikában élt az oligocénben 30,8-26,3 millió évvel ezelőtt. Nevének jelentése lakota nyelven nagyfogú kutya (sunka: kutya, he: fog, tanka: nagy).
A nembe egyetlen ismert faj tartozik (ez egyben a típusfaj is), a Sunkahetanka geringensis.
Fosszíliáit a nyugat-nebraskai Brule-formációban és a nyugat-dél-dakotai Sharps-formációban találták meg.

## Külalakja
A Sunkahetanka kb. prérifarkas méretű állat volt, két példányának becsült testsúlya 12,8 és 13,8 kg lehetett. Az ugyanebben a korban élő Cynodesmustól vaskosabb és tetőcserépszerű előzápfogai (általában erőteljesebb fogazata) és súlyosabb koponyája különbözteti meg. A paleontológusok szerint a Sunkahetanka átmenet volt a primitívebb jellegű Mesocyin és Cynodesmus, valamint a fejlettebb Philotrox és Enhydrocyon között. A nem jól példázza a kutyafélék evolúcióját az erdei mindevőkből a síkságon zsákmányát üldöző, kitartóan futó ragadozók felé.